# Tony Price
Anthony "Tony" Price (Nueva York, Nueva York; 5 de enero de 1957) es un exjugador de baloncesto estadounidense que disputó una temporada en la NBA. Con 1,98 metros de estatura, jugaba en la posición de alero. Es el padre del actual jugador de la NBA A. J. Price.

## Trayectoria deportiva

### Universidad
Jugó durante tres temporadas con los Quakers de la Universidad de Pensilvania, en las que promedió 15,6 puntos y 8,6 rebotes por partido. En su última temporada anotó 633 puntos, la segunda mejor marca de su universidad, por detrás de los 673 de Ernie Beck, que le sirvieron para ser elegido Jugador del Año de la Ivy League y ganar el Trofeo Robert V. Geasey al mejor jugador de la Philadelphia Big 5. fue además el máximo anotador del Torneo de la NCAA de ese año.

### Profesional
Fue elegido en la vigésimo novena posición del Draft de la NBA de 1979 por Detroit Pistons, pero fue despedido, firmando al año siguiente como agente libre por los San Diego Clippers, Allí jugó únicamente 5 partidos, anotando en total 4 puntos.

## Estadísticas de su carrera en la NBA

### Temporada regular
| Temporada | Edad | Equipo             | Liga | P | TIT | MIN | TC  | TCA | %TC  | 3P  | 3PA | %3P | TL  | TLA | %TL | R.OF. | R.DEF. | REB | ASIS | ROB | TAP | PER | FP  | PTS |
| 1980-81   | 24   | San Diego Clippers | NBA  | 5 |     | 5.8 | 0.4 | 1.4 | .286 | 0.0 | 0.0 |     | 0.0 | 0.0 |     | 0.0   | 0.0    | 0.0 | 0.6  | 0.4 | 0.2 | 0.4 | 0.6 | 0.8 |
| Total     |      |                    | NBA  | 5 |     | 5.8 | 0.4 | 1.4 | .286 | 0.0 | 0.0 |     | 0.0 | 0.0 |     | 0.0   | 0.0    | 0.0 | 0.6  | 0.4 | 0.2 | 0.4 | 0.6 | 0.8 |